# Centrale électrique de Martinlaakso
La centrale électrique de Martinlaakso (finnois : Martinlaakson voimalaitos) est une centrale thermique située dans le quartier de Martinlaakso à Vantaa en Finlande.

## Présentation
La centrale électrique de Martinlaakso est une centrale thermique qui fonctionne à la bioénergie. 
L'unité Martinlaakso 1, la plus ancienne de la centrale, a ete conçue par Ole Gripenberg et mise en service en 1975. Elle était à l'origine alimentée au pétrole, mais a été convertie au gaz naturel en 1989. 
En 2019, l'unité a été convertie en bioénergie. 
L'installation se compose d'une chaufferie et d'une turbine à contre-pression.
La chaudière Martinlaakso 2 a été achevée en 1982. La chaudière fonctionnait au charbon. La chaudière était à l'origine connectée à la turbine de Martinlaakso 1, mais elle a ensuite été construite avec sa propre turbine à contre-pression, qui a été achevée en 1989. En 1993, les émissions d'oxyde d'azote et de dioxyde de soufre de la chaudière à charbon ont été limitées par la construction d'une usine de désulfuration. et le renouvellement de la technologie de combustion.
L'usine de turbines à gaz de Martinlaakso a été achevée en 1995 et forme un cycle combiné avec les anciennes parties de la centrale. 
De plus, une chaufferie séparée qui ne produit que du chauffage urbain est située dans la zone de la centrale.
Des travaux de modification ont été effectués sur la centrale électrique de Martinlaakso, dont le but était de convertir la centrale électrique en une centrale bioélectrique. 
La nouvelle bio-chaudière a été mise en service début 2019, et l'objectif global est d'abandonner l'utilisation du charbon dans les années 2020.

## Production
La puissance électrique combinée de ces unités est de 163 mégawatts (MW) et la puissance calorifique combinée est de 235 MW. 
La puissance électrique produite avec le charbon est de 75 MW et la puissance de chauffage urbain est de 145 MW.
La puissance électrique produite avec le gaz naturel est de 88 MW et la puissance de chauffage urbain est de 90 MW.

## Galerie

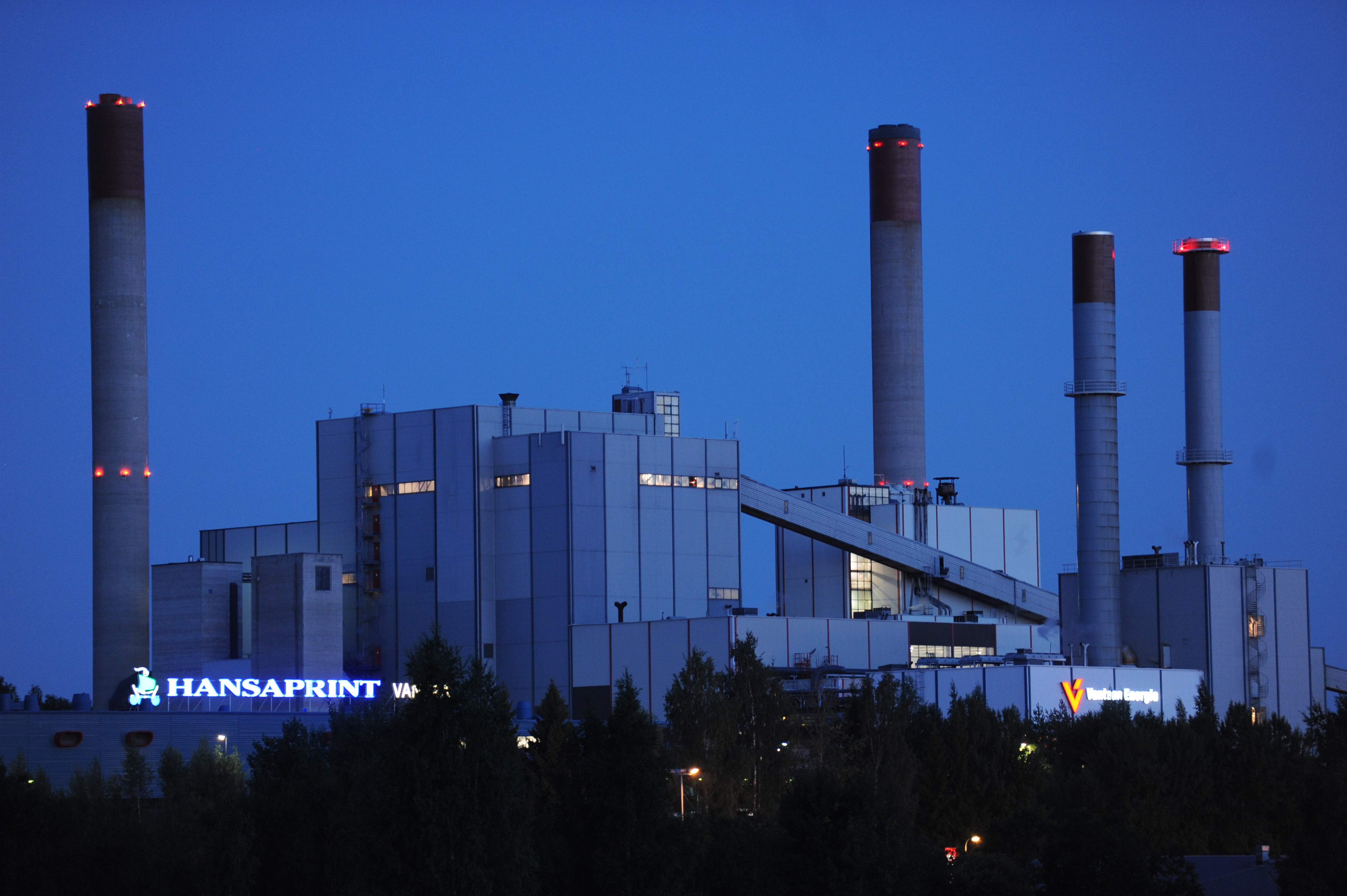
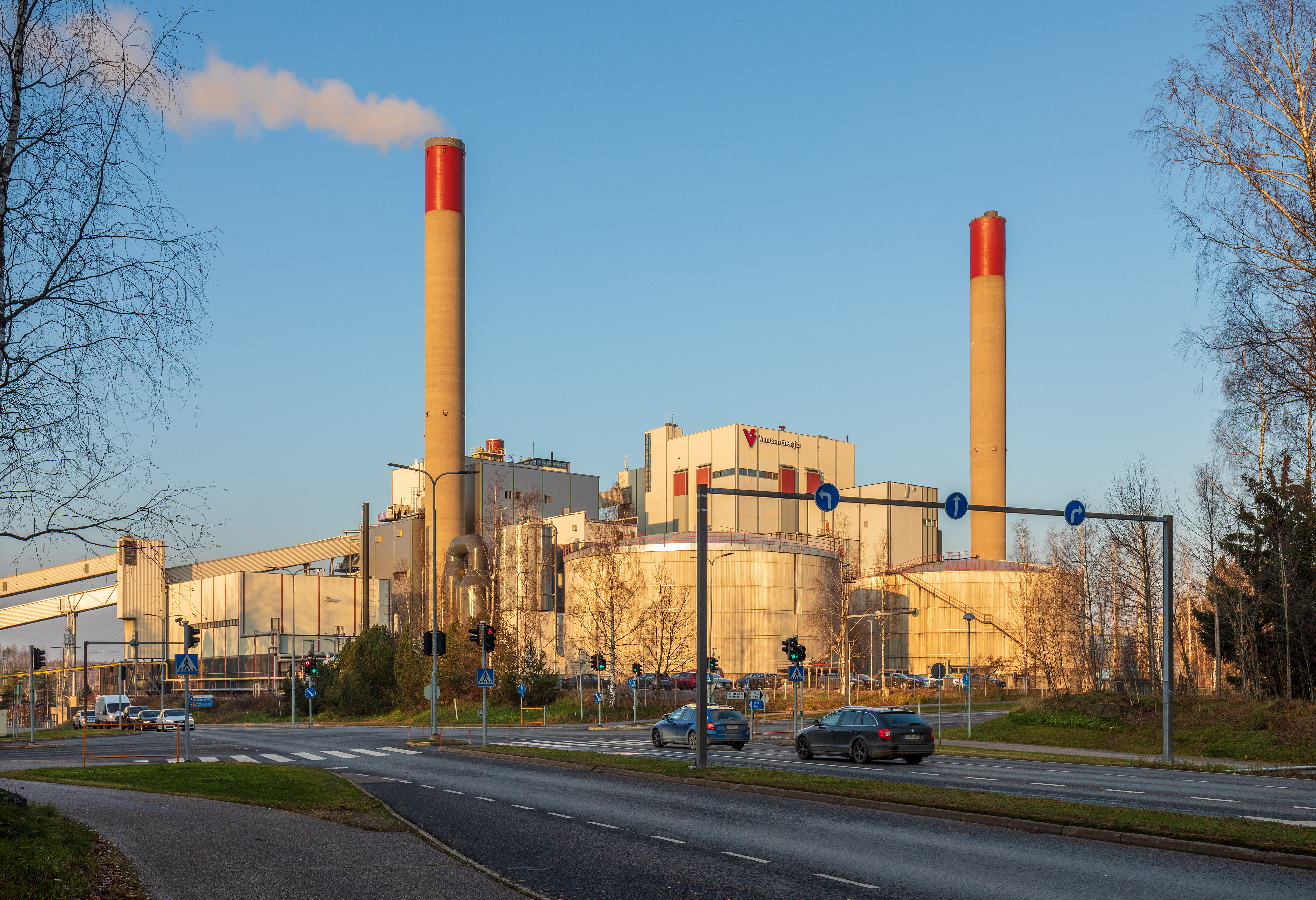
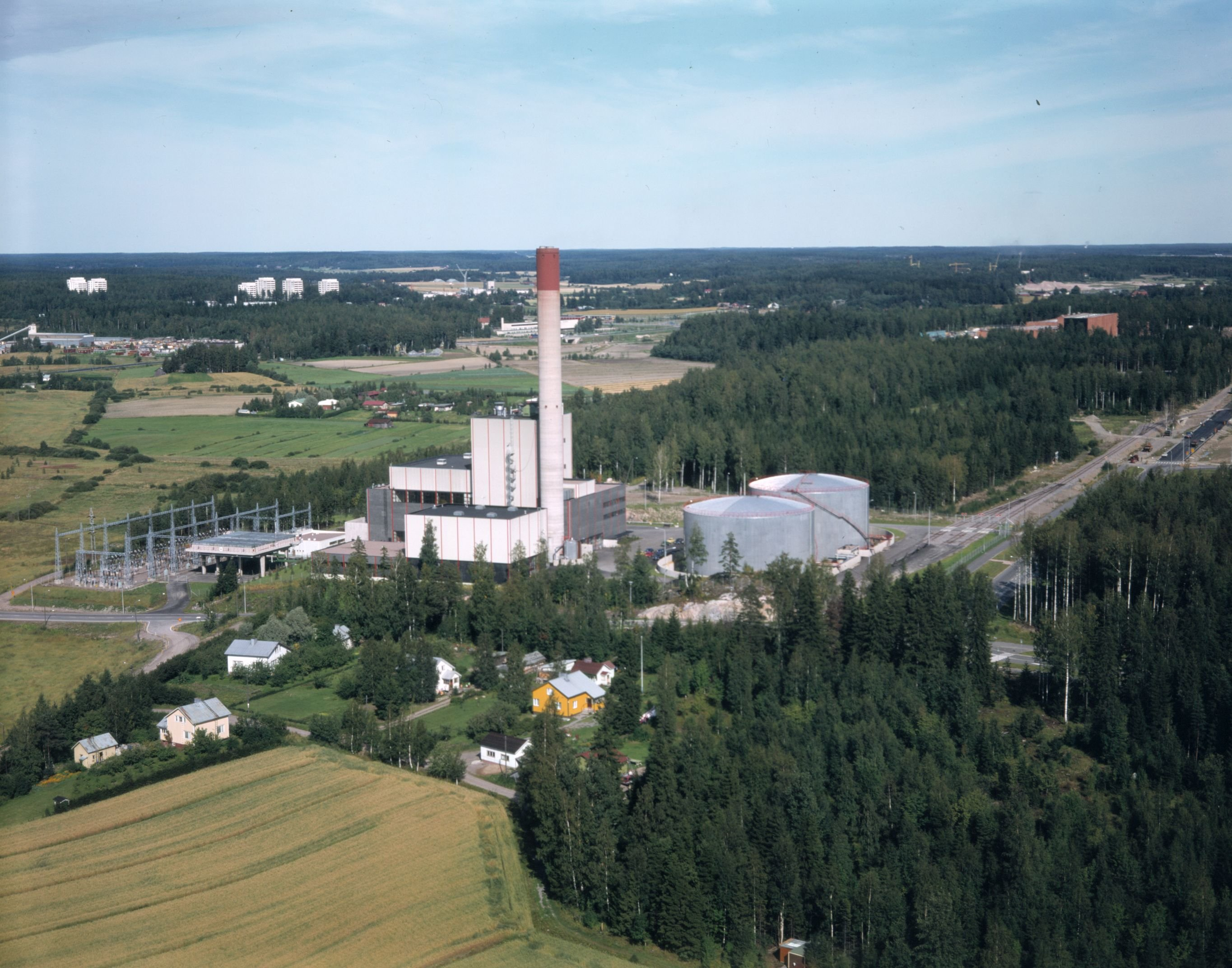